# Simi (Bijbel)

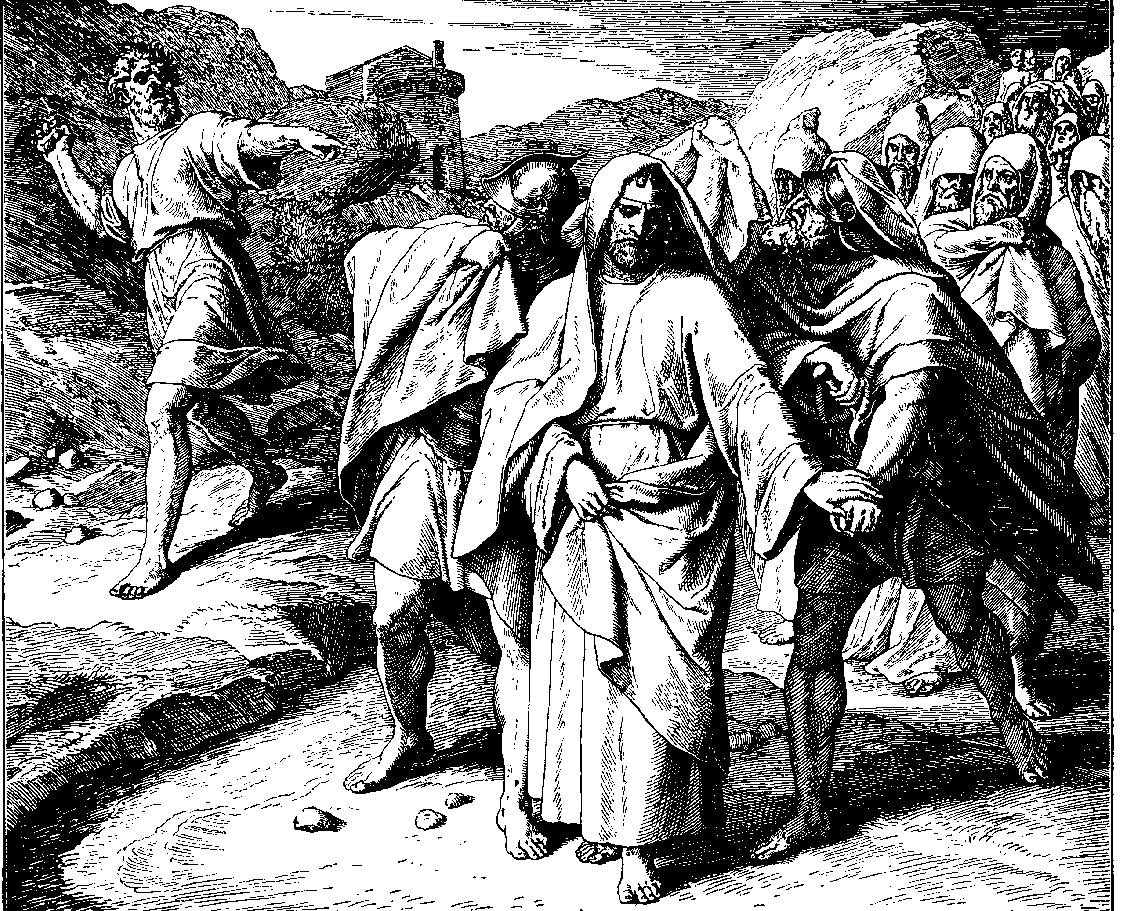
Simi bespot koning David, gravure uit Schnorr von Carolsfeld Bibel in Bildern (1860)

Simi of Simeï (Hebreeuws: שמעי, misschien een afkorting van Semaja, "JHWH heeft geluisterd") was een persoon in de Hebreeuwse Bijbel ten tijde van koning David. Hij was een zoon van de Benjaminiet Gera en familie van koning Saul (2 Samuel 16:5). Simi woonde in Bachurim, een dorp ten oosten van Jeruzalem, langs de weg naar de Jordaanvallei.
Toen David moest vluchten wegens zijn zoon Absalom, die David wilde onttronen, en in Bachurim kwam, bekogelde Simi David en zijn gevolg met stenen en schold David uit. Hij schreeuwde dat de opstand van Absalom terecht was, want David had zich de troon van Saul toegeëigend en was een moordenaar. Davids lijfwacht Abisai wilde Simi doden, maar David stond hem dit niet toe (2 Samuel 16:5-13).
Toen David na de dood van Absalom terugkeerde naar Jeruzalem, wachtten duizend Benjamenieten David op om hem te verwelkomen, waaronder Simi. Deze viel op zijn knieën en vroeg vergeving. Abisai zei dat Simi de doodstraf verdiende, maar David wilde niet dat iemand zou worden gedood op de dag van zijn troonsbestijging en zwoer Simi dat hij die dag niet gedood zou worden (2 Samuel 19:16-24).
Op Davids sterfbed gaf hij Salomo de opdracht Simi op zijn oude dag een gewelddadige dood te laten sterven (1 Koningen 2:8-9). Salomo gebood Simi in Jeruzalem te gaan wonen en de stad niet te verlaten. Op overtreding van dit gebod stond de doodstraf. Drie jaar lang bleef Simi in Jeruzalem, maar toen twee van zijn slaven naar Gat vluchtten, ging Simi hen achterna om ze terug te brengen. Daarop liet Salomo Simi ter dood brengen door de legerofficier Benaja (1 Koningen 2:36-46).

## Overige personen met de naam Simi
- Een zoon van Gersom en kleinzoon van Levi (Exodus 6:16-17).
- Een Benjaminiet en (voor)vader van negen hoofden van voorname families in Jeruzalem (1 Kronieken 8:1,13,19-21,28).
- Een van de personen die weigerden zich aan te sluiten bij de opstand van koning Davids zoon Adonia (1 Koningen 1:8).
- Een Leviet die meehielp met het beheer van de giften aan de tempel van Jeruzalem tijdens de regering van Koning Hizkia (2 Kronieken 31:11-13).
- Een voorvader van de Benjaminiet Mordechai (Ester 2:5).
- De broer van Zerubbabel, stadhouder van Jeruzalem na de terugkeer van de Israëlieten uit hun Babylonische ballingschap (1 Kronieken 3:19).
- Een aantal Israëlieten die op last van Ezra hun buitenlandse vrouwen wegstuurden (Ezra 10).